# E̍͘
Cette page contient des caractères spéciaux ou non latins. S’ils s’affichent mal (▯, ?, etc.), consultez la page d’aide Unicode.
E̍͘ (minuscule : e̍͘), appelé E ligne verticale point suscrit à droite, est une lettre utilisée dans la transcription pe̍h-ōe-jī utilisé pour l’écriture de dialectes de Zhangzhou dont notamment le hokkien de Penang (en).
Elle est formée de la lettre E diacritée d’un ligne verticale (diacritique) et d’un point suscrit à droite.

## Représentations informatiques
Le E ligne verticale point suscrit à droite peut être représente avec les caractères Unicode suivants :
- décomposé (latin de base, diacritiques)[1],[2] :

| formes    | représentations | chaînes de caractères | points de code       | descriptions                                                                             |
| --------- | --------------- | --------------------- | -------------------- | ---------------------------------------------------------------------------------------- |
| capitale  | E̍͘               | E◌̍◌͘                   | U+0045 U+030D U+0358 | lettre majuscule latine e diacritique ligne verticale diacritique point en chef à droite |
| minuscule | e̍͘               | e◌̍◌͘                   | U+0065 U+030D U+0358 | lettre minuscule latine e diacritique ligne verticale diacritique point en chef à droite |